# Rowland S. Howard
Pour les articles homonymes, voir Howard.
Rowland Stuart Howard (24 octobre 1959 – 30 décembre 2009) est un auteur-compositeur, interprète, guitariste australien, reconnu pour son audio feedback sur guitare électrique dans le groupe post-punk The Birthday Party (avec Nick Cave au chant) et ses collaborations avec Lydia Lunch et Nikki Sudden.
En 1976, Howard forme son groupe Young Charlatans et écrit la chanson Shivers. Il quitte ensuite son groupe pour rejoindre The Boys Next Door avec Nick Cave et Mick Harvey.

## 1978-1990
Toujours présent, en tant que membre de The Birthday Party, Howard fut remarqué en tant qu'auteur de chansons underground, depuis Shivers (en), ballade reprise par quelques groupes australiens depuis, et figurant sur de nombreuses compilations. 
À la naissance de The Birthday Party, la distorsion et le jeu agressif devinrent un élément distinctif de son jeu de guitare. Le groupe The Birthday Party déménagea de Melbourne à Londres en 1980, puis à Berlin en 1982, où il devint un groupe expérimental, fruit de leur évolution. L'écriture de Howard fut décrite [source ?] par les autres membres comme plus précieuse que celles de Cave ou Mick Harvey, et généralement construite avec une ligne de basse en point de départ. Il compose, écrit ou coécrit pour The Birthday Party les musiques de plusieurs chansons avant la séparation du groupe en 1983. Hee-Haw est l'album sur lequel Rowland est le plus présent : il signe seul la musique et les paroles de cinq chansons sur les treize que compte l'album ("Guilt Parade", "Waving my arms", "Riddle House", "The Red Clock" et "Death By Drowning"). Pour The Birthday Party, il occupe une fois la place de chanteur, pour le titre Ho-Ho, dont il signe la musique et Genevieve McGuckin les paroles. On le voit également jouer du saxophone sur Just You & Me.
Les concerts de The Birthday Party furent d'une provocation comparée à celle de The Stooges, Pere Ubu, Throbbing Gristle ou encore John Lydon. Leurs concerts de Londres n'étaient vus que comme des scènes alimentées de violence par les drogues. Les albums de Birthday Party étaient considérés comme un artéfact avant-garde culturel (parus chez Missing Link Records). Les egos de Howard et Nick Cave entrèrent en conflit, parce que Cave en avait assez de jouer les chansons d'un artiste dont il ne supportait pas l'ego, et Howard devint un membre du groupe Crime and the City Solution. Plus tard encore, il forma These Immortal Souls avec Genevieve McGuckin, Epic Soundtracks et son frère Harry Howard à la basse.
Howard a également collaboré aux projets de Lydia Lunch, Nikki Sudden, Barry Adamson, Einstürzende Neubauten, Jeffrey Lee Pierce, Fad Gadget, Nick Cave and the Bad Seeds, Henry Rollins. Son jeu reconnaissable, rempli de son effet audio feedback et d'inspiration blues, est respecté par les aficionados du genre Southern Gothic ou swamp rock.
Les collaborations entre Howard et Lunch sont souvent le fruit d'une parfaite collaboration, quant à l'esprit des chansons. Howard et Lunch utilisent la promotion de MTV de manière minimale, et font très peu de représentations télévisées ou promotionnelles.
Entre 1985 et 1988, les collaborations de Howard avec Nikki Sudden sont nombreuses. En tant que guitariste, il participe à l’enregistrement de Texas en 1986 puis de Dead Men Tell No Tales en 1988 (au sein du groupe Nikki Sudden and the Jacobites), il collabore dans la foulée, toujours avec Sudden, au projet I Knew Buffalo Bill (1987) de Jeremy Gluck, ancien chanteur des Barracudas, auxquels participent aussi Epic Soundtracks (le frère cadet de Nikki Sudden) et Jeffrey Lee Pierce. Howard et Sudden enregistreront un second disque avec Gluck Burning Skull Rise l’année suivante. La véritable collaboration entre Howard et Sudden sera un single teinté de blues acoustique Wedding Hotel puis un album dans la même veine Kiss You Kidnapped Charabanc (1987) où les deux complices se partagent équitablement le chant, la composition et pratiquement tous les instruments. Il est à noter que la réédition en CD de 2002 comporte un album inédit à l'époque, Live in Augsburg, un concert enregistré en Allemagne le 18 septembre 1987.

## Années 1990
Après la parution du second album des Immortal Souls (I'm Never Gonna Die Again en 1992 et Shotgun Wedding) Howard et Lunch quelques membres des The Beasts Of Bourbon ont fait une tournée en Australie et en Europe. Shotgun Wedding a reparu avec un second album de chansons issues de concerts. Les chansons sont parues en 1991. Peu après, Howard fut choriste pour l'album Let Love In de Nick Cave and the Bad Seeds, sorti en 1994. La mort de Epic Soundtracks coïncide avec le début d'une période moins intense dans la carrière de Howard, que l'on retrouva en 1999, se lamentant toujours qu'on lui rappelle son hit Shivers (cf. plus haut dans cet article).
Howard sort l'album Teenage Snuff Film en 1999, qui se démarque nettement de l'atmosphère qui était celle de l'artiste dans les années 1980.

## Années 2000
En 2000, la chanson de Howard, Release the Bats parut sur la bande originale d'un film australien qui atteint le box-office national : Chopper.
Deux ans plus tard, il fit une apparition en tant que musicien dans le groupe d'un club vampiresque pour le film La Reine des damnés.
Le second album solo de Rowland S. Howard, intitulé Pop crimes, paraît le 16 octobre 2009, soit deux mois et demi avant sa mort, qui survient le 30 décembre.
Jusqu'à cette date, Howard vivait à Melbourne, où il menait une vie de producteur et se représentait parfois sur scène. En septembre 2007, Rowland S. Howard a participé aux tournées des groupes Magic Dirt et Beasts of Bourbon lors d'une tournée sur le littoral du pays. Il mourut de complications du foie dues à une hépatite C, en attente d'une transplantation qui ne vint jamais, et fut enterré le 7 janvier 2010 dans un tombeau blanc décoré d'une rose noire sur le côté et entouré de roses rouges. Le 28 octobre 2011, son dernier documentaire AUTOLUMINESCENT fut projeté au Classic Cineama de la ville d'Elsternwick.

## Les groupes auxquels a participé Rowland S. Howard
- The Obsessions
- The Young Charlatans
- The Boys Next Door avec Nick Cave et Mick Harvey
- The Birthday Party avec Nick Cave, Mick Harvey, Tracy Pew, Phill Calvert, et quelques contributions de la part de Blixa Bargeld, Anita Lane et Genevieve McGuckin
- Honeymoon In Red sorti en tant qu'album solo de Lydia Lunch, avec Nick Cave et Mick Harvey, Thurston Moore, Tracy Pew, Genevieve McGuckin (collaborateurs de Birthday Party)
- Crime and the City Solution avec Simon Bonney, Mick Harvey, Alexander Hacke de Einstürzende Neubauten et Epic Soundtracks
- These Immortal Souls avec Genevieve McGuckin, Harry Howard (le frère de Rowland, à la basse) et Epic Soundtracks
- Nikki Sudden and the Jacobites
- Jeffrey Lee Pierce et le Gun Club
- Musicien de scène pendant la tournée Shotgun Wedding, avec Lydia Lunch
- Teenage Snuff Film (1999 - album solo de Rowland S. Howard avec la participation de Mick Harvey).
- Pop crimes (2009 - album solo de Rowland S. Howard, avec les participations de Mick Harvey et de Jonnine Standish)

## Filmographie
- Wings of Desire (Les Ailes du Désir), 1987
- In Too Deep, 1990
- La Reine des damnés, 2002

## Participation en production
- Hungry Ghosts, Hungry Ghosts LP (Reliant, 1999)
- HTRK, Marry Me Tonight LP

### Articles/Bibliographie
- From Pop to Punk to Postmodernism: Popular Music and Australian Culture from the 1960s to the 1990s, (Ed. Philip Hayward).
- Bad Seed: A biography of Nick Cave, Ian Johnston (1995).
- NME
- Future Pop: Music for the Eighties, Peter Noble (1983)
- Stranded: The Secret History of Australian Independent Music 1977-1991.
- Incriminating Evidence, Lydia Lunch. Last Gasp Books.
- Tape Delay: Confessions From The Eighties Underground, Charles Neal.
- Fast Forward, Tape Zine, Melbourne.
- Rock'n Folk, juin 1996

## Sources
1. ↑  Le journal australien The Age titrait que la cause de son décès est un cancer du foie.
2. ↑  http://www.classiccinemas.com.au/Promotion/Autoluminescent-Tribute-Gig
https://www.youtube.com/watch?v=BpP9iWupUo0